# Ingeniero Juárez
Ingeniero Juárez é uma cidade argentina localizada na província de Formosa. E a capital do departamento de Matacos.